# 霍爾德峰
69°44′30″S 74°31′13″E / 69.74167°S 74.52028°E
霍爾德峰是南極洲的山峰，位於伊麗莎白公主地，處於卡洛琳米科爾森山以東約4公里，海拔高度約140米，該山峰根據挪威探險隊拍攝的空中照片被繪入地圖，以戴維斯站的氣員觀測員命名。